# Бездезька волость
Бездезька волость — історія адміністративно-територіальна одиниця Кобринського повіту Гродненської губернії Російської імперії. Волосний центр — містечко Бездеж.
Станом на 1885 рік складалася з 19 поселень, 7 сільських громад. Населення — 5086 осіб (2476 чоловічої статі та 2610 — жіночої), 570 дворових господарств.
|                     | Площа, десятин | У тому числі орної, дес. |
| ------------------- | -------------- | ------------------------ |
| Сільських громад    | 7498           | ?                        |
| Приватної власності | 644            | 104                      |
| Казенної власності  | 5306           | 42                       |
| Іншої власності     | 204            | 114                      |
| Загалом             | 13654          | 4583                     |

Основні поселення волості:
- Бездеж — колишнє власницьке містечко за 63 версти від повітового міста, 1116 особи, 121 двір, 2 православні церкви, школа, 2 лавки, постоялий будинок.
- Вавуличі — колишнє власницьке село, 240 осіб, 30 дворів, православна церква.